# 佐藤順一
佐藤 順一（さとう じゅんいち、1960年3月11日 - ）は、日本のアニメーション監督、演出家。東映動画出身。フリーを経て2000年にハルフィルムメーカー取締役に就任し、吸収合併でTYOアニメーションズとなった後も2016年まで所属。2017年よりツインエンジン所属。
別名義として「甚目 喜一」「天上 はじめ」「ミソト ハジメ」「星野 らんちゅう」「ひかわ さくら」などがある。
愛称はサトジュン、さとし、ジュミスなど。妻は多くの佐藤作品で選曲など音響関係の仕事を務めている佐藤恭野（旧姓渡辺）。

## 人物
『美少女戦士セーラームーン』『おジャ魔女どれみ』『ケロロ軍曹』などの長期放映された人気作品の第1シリーズを立ち上げたヒットメーカー。東映動画（現・東映アニメーション）出身で、1990年代には児童・少女向け作品のシリーズディレクターを歴任し、数多くの名作を世に送り出してきた。特に少女向け作品では、1990年代以降に日本で生まれ育った女性で彼の作品を見ずに育った人はほとんどいないのではないかと言われるほどの存在。東映独立後もその手腕を発揮し、児童向けからハイターゲットまで幅広い作品の監督・総監督を担当しながら、企画段階から精力的に関わったオリジナル作品の制作も精力的に行なっている。
1986年、25歳の時に『メイプルタウン物語』で東映動画史上最年少のシリーズディレクターに抜擢される。また、1989年公開のスタジオジブリの映画『魔女の宅急便』では最初の監督候補として指名された。しかし、ジブリとは原作のアレンジの仕方やライターの選定などのざっくりとした打ち合わせはしていたものの、諸般の事情で企画が決まる前に作品からは外れている。それでも自分なりに作品をどういう形にまとめるかは考えていた。
子供の頃から活字よりは漫画が好きで、読んでいたのは赤塚不二夫、石ノ森章太郎、横山光輝など当時の普通の子供たちが読んでいたような漫画が多かった。また妹がいたので、少女漫画も読んでいた。
アニメーションの原体験の記憶はないが、見ていたのはおそらく子供たちに向けて優しさや正義感などが語られていた作品であり、それが自身の作品制作のベースになっている気がするという。業界入りするまで「アニメ好き」というほど作品を見ておらず、同世代のアニメ監督と比べるとオタクではなかった。社会的ブームを起こした作品も、『宇宙戦艦ヤマト』は楽しんで観てはいたものの、興味のポイントが違うのか他の人とは全く話が合わなかった。『機動戦士ガンダム』は本放送時にはまったく触れておらず、大学の課題発表で初めてクラスメイトが選んだエピソードを見たものの、それで続きを見たいとも思わなかった。
中学高校時代の部活は美術部だったが、アニメーターを目指したり漫画家を夢見たりはしていなかった。しかし、高校生の頃、懐かしいアニメのオープニングを流す特番があり、子供の頃見ていた作品を久しぶりに見て泣いてしまった。それは子供の頃の記憶によるものであり、様々な感情をアニメからもらっていたことに気づいて「子ども向けのアニメ作りとはものすごく面白い仕事かもしれない」と興味を抱き、日本大学藝術学部映画学科を進学先に選んだ。映画学科はその中の映像コースのさらに分科としてアニメーションがあるという理由で選んだだけだったが、映画マニアでもなければ観た本数も少なかった彼にとって、そこで自分からは見ないような作品までたくさん見せられて映画を勉強できた経験は非常に有益だったという。
自ら「アニメ屋」と名乗ることがあるが、由来は富野由悠季の言葉。『機動戦士Ζガンダム』に参加した際、彼が描いた絵コンテの中に「このアニメ屋が」と書き込まれていた。否定的なニュアンスの言葉だったが、佐藤はむしろそれをかっこいいと思い、名乗ることにした。
後輩への育成指導に長け、シリーズが安定してくると自身は監督を退いて後進にその座を譲り、バトンタッチすることもままある。東映動画時代には幾原邦彦、宇田鋼之介、五十嵐卓哉、細田守など、多くの才能が佐藤のもとで演出を学んだ。しかし、佐藤自身は直接の弟子は取らないというスタンスである。幾原邦彦については若い頃から見どころがあると思い、アニメ専門誌などに売り込んでいた。その幾原から監督作『少女革命ウテナ』の絵コンテを依頼された際には、「いつそう言われるかと待ってました」と返事をし、後輩の作品にペンネームではご祝儀にならないとして東映以外の作品ながら本名で仕事をした。
アニメーション監督としてはメディア・イベント露出が非常に多い。自身の作品に出演した声優との特典映像やラジオ・イベントなどで積極的に関わっており、一度起用した声優を繰り返し採用する傾向がある。
眼鏡は伊達眼鏡。痛風持ち。趣味は料理と取材旅行。Mac使い。キーボードはかな入力。

## ペンネーム
本名である佐藤順一名義での活動が主であるが、以下のペンネームを用いることもある。
- 甚目 喜一 （はだめ きいち）
  - 出身地の甚目寺町（じもくじちょう）の「甚目」と、母親の名前の「喜」の一字を取って命名[10]。
  - 主にロボットアニメの絵コンテの仕事を受ける際に名乗っていた[10]。東映では当時、外部のスタジオの仕事をすることは公には認められておらず、芦田豊雄からサンライズ制作の『超力ロボ ガラット』の絵コンテを依頼された際に正直に申告したところ却下されたため、次の『機動戦士Ζガンダム』のオファーは黙って受けた[10]。以後、サンライズからの仕事はこの名義で引き受けるようになるが、同社の作品はロボットアニメが多いため、そのジャンルの仕事を受ける時に用いるペンネームというイメージになった[14]。そのため、その後はサンライズ以外の作品でもロボットアニメならこの名義を用い（『新世紀エヴァンゲリオン』[注 9]）、サンライズ作品でもロボットアニメでないなら用いないこともあった（『カウボーイビバップ』）[10][15]。
  - ロボットアニメであっても担当するのはメカシーンのないパートや戦闘シーンのないキャラクターの芝居が中心の日常回であることがほとんど[16][注 10]。本人はロボットのアクション演出は不得意であるからだと言っているが、ドラマの要となる日常シーンを任されるほど各監督からの信頼が厚いという評価もある[4][16]。

- 天上 はじめ
  - 使用したのは東映時代の1990年のみ。
  - 他社制作作品の『ちびまる子ちゃん』と『ジャングル大帝（新）』で使用。

- ミソト ハジメ
  - 本名の読み「さとう じゅんいち」を無理やり数字に置き換えた「三十 十一（さとう じゅういち）」の読み替え「三十十 一（みそと はじめ）」から[17]。
  - 『マクロス7』にシリーズ構成補として呼ばれた際にのみ使用[18][注 11]。
  - ロボットアニメなのにどうして「甚目喜一」にしなかったのかは本人も覚えていない[19]。

- 星野 らんちゅう
  - 『きんぎょ注意報!』の挿入歌を作詞した際のペンネーム[20]。

- ひかわ さくら
  - 『おジャ魔女どれみ』『ケロロ軍曹』の主題歌や挿入歌を作詞した際のペンネーム。

## 作風
ポジティブで優しく感動的な作風。主に少女が主人公である女子児童向け作品を担当し、佐藤の描く少女像は業界内でも高い評価を得ている。その一方で、本人には少年ものがやりたいという気持ちもあったが、なかなかやらせてもらえなかった。しかし、『ゲゲゲの鬼太郎 (テレビアニメ第4シリーズ)』でそれが実現し、「完全な少年ものとは言えないが、いつもとは違うことが出来た」「色々試せて楽しかった印象がある」と語っている。
東映時代は未就学児童を対象にした作品が多く、「自分がこうやりたいというようなことには何の意味もなく、ターゲットが何かということを理解してその的に当てていくという作業をずっと自然にやってきただけで、特別なことをやっているわけではない」と語っている。「3〜5歳くらいの子に見せるアニメを作ったとして、見てくれた子たちはストーリーを忘れるし、忘れて構わないと思う。ただ、大人になってアニメを見たことすら忘れてしまっても、物語の中で感じた気持ちが記憶の片隅に残っていれば同じ立場になった時に自分から手を差し伸べることができるかもしれない。その『かもしれない』の一点のために、作品を描き込んでいる」という。またさまざまな作品に関わる上で「その都度、子供たちに伝えること」を大切にし、子供たちが抱える葛藤、家族の問題を丁寧に描いてきた。社会や子供たちの置かれる環境が変化する中、アニメで描く子供たちにも変わるもの、変わらないものはあり、子供たちに対してその時、その時に気になっていることについて、常に自分なりのやり方でアプローチしている。
若い頃に刺激を受けたクリエイターは、アニメーション的には大塚康生と宮崎駿、物語や演出では高畑勲と宮崎駿。最初はそれほど熱心に彼らの作品を追いかけていたわけではないが、大学に入ってからいろいろな作品を見て行く内に意識するようになった。演出デビューしてすぐの頃は傾倒する宮崎駿の強い影響下にあって、彼のように構図や芝居まですべてコントロールしようとする意気込みで作品に臨み、評価されるきっかけとなった『とんがり帽子のメモル』でも、宮崎のレイアウトをコピーしたという。アニメーション以外では漫画家の近藤ようこに影響を受けた。それまでの漫画では見たことのない、女子高生のありのままの描写が心地よく、自身が少し年齢の高い女の子を描くときの下敷きになっているかもしれないという。
アニメ業界の標準的ツールの多くの創始者で、佐藤が始めたいろいろな表現はその後、業界のスタンダードになっている。『きんぎょ注意報!』でアニメーションの世界に持ち込んだ台詞の吹き出しや「冷や汗タラリ」などの漫符、「いきなり二頭身キャラになる」等身の変化などの漫画的表現は、国内アニメ作品のみならず海外でも使われるようになっている。それ以外にも、『セーラームーン』で始めたロボットアニメの変形合体シーンを応用した戦闘魔法少女の変身シーンの演出（歌が流れる中でキャラクターが回転したり各部がアップになったりエフェクトが出たりする）などがある。
東映時代、『メイプルタウン物語』において、それまで原画マンがレイアウトと原画を同時に出していたものを、まず演出がレイアウトをチェックしてから原画マンが原画を描くという新しい制作のフローチャートを作った。それ以前にも『世界名作劇場』では1970年代から宮崎駿をはじめとするレイアウト専門の役職を立て、彼らがレイアウトを描くというシステムを取っており、亜細亜堂もレイアウトシステムの導入は早かったという。しかし、演出家が原画作業の前にレイアウトをチェックする工程がアニメ業界全体で当たり前の物として定着したのは、1980年代後半から90年代前半にかけてのことであり、1986年の段階でそれを採用した佐藤はかなり早かったと言える。
東映動画時代に社内方針で演出回において音響を兼ねていた経験から、フリーとなった以降は音響監督を務めることもある。また、自身の監督する作品の場合、「音を含めての演出」というポリシーから、できる限り音響監督も兼任するスタンスであるため、音響監督がクレジットされていない場合が多い。また音楽の使い方にこだわりを持ち、脚本・コンテの段階から選曲を決定し音楽に合わせて絵を作りこんでいる。音楽発注、作曲家との打ち合わせ、音楽録りの段階から関わったのは、『メイプルタウン物語』が初めて。
声優のキャスティングを自身で行うことも多い。東映時代、青二プロダクションが担当していた時期も青二の声優を使っていなかった時期も積極的に関わっていた。
演出家としては、長編劇場映画よりもテレビアニメ、そしてシリーズディレクターや総監督よりも各話演出の方が自分の性に合っていると思っている。
演出として東映に入社したために動画や原画の経験はなく、アニメーターとしてクレジットされることもないが、絵の上手さには定評がある。若い頃は演出でありながら作画監督の画に勝手にアタリを描いたり、レイアウトにかなり手を入れたりしていた。『悪魔くん』のオープニングでは原画も描いている。たまゆらにおいては写真カットのレイアウトの殆どを担当、もしくはチェックしている。『メモル』の頃は、光と影を意識した画作りをするなど、撮影処理にもかなり凝っていた。
絵コンテを切るスピードが速いことで有名である。特に『カレイドスター』ではスケジュールが切羽詰っていたこともあり、週1というハイペースでコンテを上げ続けた。
シリーズ監督としてはスタッフに作品のスタンスを効率的に伝えるため、第1話のコンテを自身で書くことが多い。そして脚本や各話演出家のコンテについて、極力直さないスタンスを取っている。2000年以降は少し引いた立場として総監督や監修として参加する作品が多くなっており、監督は千明孝一・河本昇悟・佐山聖子・平池芳正・山本裕介・追崎史敏・紅優等が務めた。またコンテに専念することが多くなり、演出でクレジットされることが稀になった。

## 来歴
愛知県名古屋市生まれ。小学校までは名古屋市内で育ち、中学校から旧・海部郡甚目寺町（現あま市）に引っ越して上京するまでそこで過ごす。
日本大学藝術学部映画学科アニメーションコースに進学。大学では東映動画出身の池田宏・手塚治虫のアシスタント出身の月岡貞夫に師事する。在学中は『凍った夜』という短編アニメを自主制作し、「ぴあアニメーション・サマーフェス」に出品。また漫画も描き、小学館の新人漫画賞に応募して佳作を受賞（タイトルは「夕日だよ、野郎ども」）。編集部と次の作品について打ち合わせしている最中に東映動画への入社が決まり、その話は立ち消えになった。
1981年春、東映動画に演出として入社。大学3年次在籍中に第1期研修生募集試験を受けて合格し、中退してそのまま入社することになった。研修生での演出の同期は西尾大介、芝田浩樹、梅澤淳稔、貝沢幸男、有迫俊彦など、アニメーターでは新井浩一、濱洲英喜、中鶴勝祥、井手武生、鈴木郁乃、少し年上だが安藤正浩がいる。
制作進行として設楽博・勝間田具治・西沢信孝らのもとで下積みを重ねた後、1983年に演出家デビュー。最初の仕事は、1981年の『新竹取物語 1000年女王』の制作進行。最初の演出は研修生時代に制作した8mmフィルム教材の『世界名作童話まんがシリーズねむり姫』（1983年発表）。しかし、アニメーターや演出の登用試験的意味もある研修生の卒業制作作品のようなものだったので、人の目に触れることもほとんどなく、実質的なデビューは同年放映のテレビアニメ『ベムベムハンターこてんぐテン丸』とされている。
1984年の『とんがり帽子のメモル』での担当回の演出で注目され、翌1985年には葛西治の指名により『はーいステップジュン』のシリーズディレクター補佐に抜擢されて企画の当初から関わる。
1986年の『メイプルタウン物語』において、初のシリーズディレクターを務める。番組の枠組みが決まった後の最初の構成打ちから参加し、レイアウトシステムの導入など当時としては画期的な試みもしたが、プロデューサーやスタッフとの間で少しトラブルを抱えてしまい、続編の『新メイプルタウン物語 -パームタウン編-』ではシリーズディレクターは設楽博に代わり、佐藤は各話演出となった。
1987年頃、スタジオジブリから宮崎駿プロデュースで映画『魔女の宅急便』の監督をやらないかというオファーがあった。東映では外部の仕事をすることは認められていなかったが、ジブリの鈴木敏夫からは出向という形にするから大丈夫と言われていた。佐藤が会社を辞めるという方法もあったが、ちょうどその頃、東映ときちんと社会保障のついた待遇を求める研修生との間で労使交渉が行われており、佐藤は労働組合で研修生側の窓口になっていたため、自分だけ「ジブリで仕事をするので東映は辞めます」とも言い出し辛かった。結局、最終段階で会社側が「東映動画としては社内で育てた人間を貸し出すようなことはしない」という結論を出したため、やむなく降板することになった。
1990年代、『美少女戦士セーラームーン』『夢のクレヨン王国』『おジャ魔女どれみ』など、主に子供向け作品に企画段階から参加し、シリーズディレクターを務めた。特に『おジャ魔女どれみ』では、企画の最初の段階から参加できた。佐藤が入った時に決まっていたのは「オリジナルで魔法少女ものをやる」ということだけだったため、「主人公達は魔女見習い」という基本の部分には佐藤のアイデアも入っている。また巧いアニメーターばかりが参加するわけではないTVシリーズでは描きやすいキャラクターがいいと考えた佐藤は、「誰でも描けるキャラクターにしたい」「手足を棒のようにしたい」と提案した。作中に登場する『おジャ魔女』の用語も、佐藤の発案によるものである。『セーラームーン』では作品のファンだという庵野秀明に原画や絵コンテを手伝ってもらい、そのお返しに庵野監督の『新世紀エヴァンゲリオン』に絵コンテで参加している。
1995年、初めての長編劇場アニメ『ユンカース・カム・ヒア』を監督。トライアングルスタッフ制作の外部作品だったが、出向扱いで、東映に在籍したままで監督を務めることができた。これは、『魔女の宅急便』の後、タバックから移籍してきた千蔵豊が制作部長になって東映の状況が変わり、むしろどんどん外部で武者修行させてその経験を東映に持ち帰ってもらい、さらに大きな仕事をしてくれればよいという方針になったためであった。しかし、制作が終わる頃には元の部長が戻ってきて制作部の体制も元通りになったため、その後のOVA『魔法使いTai!』では東映とは関係なく単純に外部で仕事をするという形になっている。翌1996年、『ユンカース・カム・ヒア』はスタジオジブリ作品『耳をすませば』を抑え、第50回毎日映画コンクールアニメーション映画賞を受賞した。
1998年に東映アニメを退社。『魔法使いTai!』をTVシリーズで作る際に監督として仕事することが認められず、制作部に「やるんなら辞めてからやっていただかないと」と言われたためである。そして1年ほどフリーで活動した後、ハルフィルムメーカーの取締役に就任（2011年に退任）。
2000年、ハルフィルムメーカーの自社制作作品『ストレンジドーン』で企画・原作・総監督を務める。同年、GONZO初のテレビアニメ『ゲートキーパーズ』で総監督を務める。
2004年、『ケロロ軍曹』の総監督に就任。制作会社のサンライズは漫画をアニメ化するに際して「ファミリーコンテンツ」にしようと考えたが社内に適当な人材が見当たらなかったため、「東映出身の佐藤ならあまり予算を使わないで面白いものを作れるのではないか」ということで彼にオファーが来ることになった。原作はパロディ色が強めだが、「パロディだから面白い」ということにしてしまうとそれがわからない子供たちは楽しめないので、アニメでは「元ネタを知らなくても面白い」という作り方に挑戦した。また同じくサンライズ制作のオリジナル作品『ファイ・ブレイン 神のパズル』の監督のオファーを受ける。監督したのは最初のシーズンだけだったが、シリーズは第3シーズンまで続いた。
2005年からマッグガーデンとの関わりが深くなる。佐藤が同社の『月刊コミックブレイド』連載作品のアニメ化である『ARIAシリーズ』『スケッチブック 〜full color's〜』『あまんちゅ!』のメインスタッフを務める一方、マッグガーデン側も佐藤の監督・原案の『うみものがたり 〜あなたがいてくれたコト〜』『たまゆら』『Mortal METAL 屍鋼』『わんおふ -one off-』のコミカライズを担当している。また、佐藤にとって初の本格的なロボットアニメ『M3〜ソノ黒キ鋼〜』では作品のコミカライズに加え、アニメの共同原作者としてもクレジットされている。
2017年よりツインエンジンに所属、グループ会社スタジオコロリドの作品に関わるようになる。
2018年、プリキュアシリーズの『HUGっと!プリキュア』でシリーズディレクターとしては18年ぶりに古巣である東映アニメーションの作品を手がける。
2021年からはプリティーシリーズの『ワッチャプリマジ!』の総監督を務めている。プリティーシリーズはタツノコプロとDONGWOO A&Eが制作しているため、従来のシリーズでは東映アニメーションの「選曲」に相当する役職が設けられていなかったが、同シリーズが音楽面を重視する作風であったことから、選曲に相当する役職を設けることを提案した。過去の作品でBGM選定を行っていた音響監督の長崎行男もそれに賛同したため、「音楽演出」として採用され、佐藤の妻の佐藤恭野が担当している。

## 作品リスト

### テレビアニメ
1981年
- 新竹取物語 1000年女王（制作進行）

1982年
- パタリロ!（制作進行）

1983年
- 愛してナイト（演出助手）
- ベムベムハンターこてんぐテン丸（絵コンテ・演出）

1984年
- とんがり帽子のメモル（絵コンテ・演出・演出助手）

1985年
- 機動戦士Ζガンダム（絵コンテ）
- はーいステップジュン（シリーズディレクター補佐・絵コンテ・演出）

1986年
- メイプルタウン物語（シリーズディレクター）
- 新メイプルタウン物語 -パームタウン編-（演出）

1987年
- ビックリマン（-1989年、演出）

1989年
- 悪魔くん（シリーズディレクター・絵コンテ・演出）

1990年
- もーれつア太郎（シリーズディレクター）
- ちびまる子ちゃん（絵コンテ）
- ジャングル大帝（1989-1990年、絵コンテ）

1991年
- きんぎょ注意報!（シリーズディレクター、挿入歌「みんなでROCK!」作詞）

1992年
- 美少女戦士セーラームーン（-1993年、シリーズディレクター）

1993年
- 美少女戦士セーラームーンR（-1994年、シリーズディレクター）

1994年
- 美少女戦士セーラームーンS（-1995年、演出）
- マクロス7（-1995年、シリーズ構成補）

1995年
- 美少女戦士セーラームーンSuperS（-1996年、演出）
- 世界名作童話シリーズ ワ〜ォ!メルヘン王国（演出）
- 新世紀エヴァンゲリオン（-1996年、絵コンテ）

1996年
- ゲゲゲの鬼太郎 (テレビアニメ第4シリーズ)（-1997年、絵コンテ・演出）
- 美少女戦士セーラームーンセーラースターズ（-1997年、演出）
- 天空のエスカフローネ（絵コンテ）
- セイバーマリオネットJ（-1997年、絵コンテ）

1997年
- 少女革命ウテナ（絵コンテ）
- 夢のクレヨン王国（-1999年、シリーズディレクター）

1998年
- カウボーイビバップ（-1999年、絵コンテ）
- セイバーマリオネットJtoX （-1999年、絵コンテ）
- 彼氏彼女の事情（-1999年、絵コンテ）

1999年
- おジャ魔女どれみ（-2000年、シリーズディレクター）
- 魔法使いTai!（原案・監督・音響監督）

2000年
- おジャ魔女どれみ#（-2001年、絵コンテ・OP絵コンテ）
- だぁ!だぁ!だぁ!（-2002年、絵コンテ）
- ストレンジドーン（企画・原作・総監督・音響監督）
- ゲートキーパーズ（総監督）
- サクラ大戦TV（絵コンテ）

2001年
- も〜っと!おジャ魔女どれみ（-2002年、絵コンテ）
- 新白雪姫伝説プリーティア（原作・総監督）

2002年
- おジャ魔女どれみドッカ～ン!（-2003年、EDテーマ「わたしのつばさ」作詞）
- 七人のナナ（絵コンテ）
- プリンセスチュチュ（-2003年、総監督・OP絵コンテ・絵コンテ・演出）

2003年
- THE ビッグオー（絵コンテ）
- カレイドスター（原案・監督）
- カレイドスター 新たなる翼（-2004年、原案・監督）

2004年
- ケロロ軍曹（-2011年、総監督・絵コンテ・OP絵コンテ・挿入歌「Birthday Song <326 mix>」作詞）
- うた∽かた（絵コンテ）

2005年
- ふしぎ星の☆ふたご姫（総監督・絵コンテ・OP絵コンテ）
- ARIA The ANIMATION（監督・シリーズ構成・脚本・絵コンテ・音響監督）

2006年
- ふしぎ星の☆ふたご姫 Gyu!（総監督・絵コンテ・OP絵コンテ）
- ARIA The NATURAL（監督・シリーズ構成・絵コンテ・音響監督）

2007年
- ロミオ×ジュリエット（音響監修・絵コンテ）
- スケッチブック 〜full color's〜（監修・絵コンテ）
- ナイトウィザード The ANIMATION（絵コンテ）

2008年
- ARIA The ORIGINATION（監督・シリーズ構成・絵コンテ・音響監督）
- 墓場鬼太郎（絵コンテ）
- しゅごキャラ!!どきっ（スーパーバイザー）
- ヴァンパイア騎士 Guilty（絵コンテ）
- スキップ・ビート!（絵コンテ）

2009年
- うみものがたり 〜あなたがいてくれたコト〜（監督・絵コンテ・音響監督）
- キディ・ガーランド（-2010年、音響監督・絵コンテ）

2010年
- 迷い猫オーバーラン!（監督・絵コンテ - 第12話）

2011年
- 異国迷路のクロワーゼ The Animation（シリーズ構成・脚本・絵コンテ・音響監督・挿入歌「たからもの」作詞）
- ファイ・ブレイン 神のパズル（監督・絵コンテ）
- たまゆら〜hitotose〜（原案・監督・シリーズ構成・脚本・絵コンテ・音響監督・OP絵コンテ・ED絵コンテ＆演出・原画）

2012年
- ファイ・ブレイン 神のパズル（第2シリーズ）（シリーズ構成・絵コンテ）

2013年
- たまゆら〜もあぐれっしぶ〜（原案・監督・シリーズ構成・脚本・絵コンテ・音響監督・原画）
- 宇宙戦艦ヤマト2199 （絵コンテ）
- ファイ・ブレイン 神のパズル（第3シリーズ）（シリーズ構成）

2014年
- M3〜ソノ黒キ鋼〜（原作・監督・絵コンテ・OP絵コンテ）

2015年
- えとたま（ED絵コンテ）

2016年
- あまんちゅ!（総監督・音響監督・絵コンテ）

2018年
- あまんちゅ! 〜あどばんす〜（総監督・音響監督・絵コンテ・OP絵コンテ）
- HUGっと!プリキュア（シリーズディレクター・絵コンテ・変身バンク絵コンテ）

2021年
- トロピカル〜ジュ!プリキュア（絵コンテ）
- ワッチャプリマジ!（総監督・絵コンテ）

### 劇場アニメ
1985年
- とんがり帽子のメモル（演出）

1988年
- ビックリマン 無縁ゾーンの秘宝（監督）

1989年
- 劇場版悪魔くん（監督）

1990年
- 悪魔くん ようこそ悪魔ランドへ！！（監督）

1992年
- 劇場版きんぎょ注意報!（監督）

1994年
- おさわが! ス〜パ〜ベビ〜!（監督）

1995年
- ユンカース・カム・ヒア（監督）

1997年
- ゲゲゲの鬼太郎 おばけナイター（監督）
- 新世紀エヴァンゲリオン劇場版 Air/まごころを、君に（絵コンテ）

2001年
- スレイヤーズぷれみあむ（2001年、脚本・監督）

2006年
- 超劇場版ケロロ軍曹（総監督）

2007年
- 超劇場版ケロロ軍曹2 深海のプリンセスであります!/ちびケロ ケロボールの秘密!?（総監督）

2008年
- 超劇場版ケロロ軍曹3 ケロロ対ケロロ天空大決戦であります!（総監督）

2009年
- 超劇場版ケロロ軍曹 撃侵ドラゴンウォリアーズであります!/ケロ0 出発だよ! 全員集合!!（総監督）
- ヱヴァンゲリヲン新劇場版：破（絵コンテ）

2010年
- 超劇場版ケロロ軍曹 誕生!究極ケロロ 奇跡の時空島であります!!（総監督）

2013年
- SHORT PEACE「武器よさらば」（ストーリーアドバイジング）

2018年
- ペンギン・ハイウェイ（クリエイティブアドバイザー）

2020年
- 魔女見習いをさがして（監督・絵コンテ）

2021年
- ARIA The CREPUSCOLO（総監督・脚本・音響監督）
- ARIA The BENEDIZIONE（総監督・脚本・音響監督）

### OVA
- 土田勇のマイメモル とんがり帽子のメモル 光と風の詩（1985年、ED演出）
- 機動戦士ガンダム0080 ポケットの中の戦争（1989年、絵コンテ[注 29]）
- TOKUMAアニメビデオえほん はないちもんめ 第3話「峠についた赤い郵便受け」（1990年、監督）
- TOKUMAアニメビデオえほん はないちもんめ 第6話「5月はじめ、日曜の朝」（1990年、脚本・監督）
- 気ままにアイドル（1990年、脚本・監督）
- リトルツインズ（1992年、絵コンテ・演出）
- 魔法使いTai!（1996年、原案・絵コンテ・総指揮[注 42]）
- 地獄堂霊界通信（1996年、総監督・演出）
- 元祖 爆れつハンター（1997年、絵コンテ[注 29]）
- ゲートキーパーズ21（2002年、絵コンテ・演出）
- カレイドスター 新たなる翼 - EXTRA STAGE - （2004年、原案・監督[注 43]）
- おジャ魔女どれみ ナ・イ・ショ（2004年、監修・絵コンテ）
- カレイドスター Legend of phoenix 〜レイラ・ハミルトン物語〜（2005年、原案・監督・音響監督）
- カレイドスター ぐっどだよ! ぐぅーっど!（2006年、原案・総監修・音響監督）
- ARIA The OVA 〜ARIETTA〜（2007年、監督・脚本・コンテ・音響監督[注 35]）
- たまゆら（2010年、）原案・監督・シリーズ構成・脚本・全話絵コンテ・音響監督[注 35]・OP絵コンテ・ED絵コンテ＆演出
- わんおふ -one off-（2012年、原案・監督・ED＆アイキャッチ絵コンテ）
- 絶滅危愚少女 Amazing Twins（2014年、原作・監督）
- たまゆら〜卒業写真〜（2015年、原作・監督・シリーズ構成・音響監督[注 35]・絵コンテ[注 44]・ED絵コンテ）

### Webアニメ
2009年
- おんたま!（スーパーバイザー・音響監督）

2011年
- ピュアドラゴン（2000年制作）（監督）

2020年
- 泣きたい私は猫をかぶる（Netflixオリジナル作品）（監督・絵コンテ・演出・音響監督）

2022年
- 雨を告げる漂流団地（Netflixオリジナル作品）（クリエイティブアドバイザー）

2023年
- 悪魔くん（総監督）

2025年
- ヤミカラスと真夜中のぼうけん（総監督）

### イベント上映用アニメ
- シックスハートプリンセス （2010年、監修・コンテ）

### その他アニメ
1983年
- 世界名作童話 まんがシリーズ（演出[42]）
  - ねむり姫

### ドラマCD
- 明日の すごい カレイドスター・アリエスステージ（2004年、音響監督）
- 明日の すごい カレイドスター・トーラスステージ（2005年、音響監督）
- ARIA The ANIMATION Drama CD I BLUE（2005年、音響監督）
- ARIA The ANIMATION Drama CD II RED（2005年、音響監督）
- ARIA The ANIMATION Drama CD III ORANGE（2006年、音響監督）
- 明日の すごい カレイドスター・キャンサーステージ（2006年、音響監督）
- 明日の すごい カレイドスター・ウィンディステージ（2006年、音響監督）
- ARIA The ANIMATION パーフェクトガイドブック付属ドラマCD（2006年、音響監督）
- ARIA The NATURAL Drama CD I（2006年、音響監督）
- ARIA The NATURAL Drama CD II（2006年、音響監督）
- ARIA The NATURAL パーフェクトガイドブック付属ドラマCD（2006年、音響監督）
- ARIA The ORIGINATION Drama CD I 〜雪〜（2008年、音響監督）
- ARIA The ORIGINATION Drama CD II 〜月〜（2008年、音響監督）
- ARIA The ORIGINATION Drama CD III 〜花〜（2008年、音響監督）
- ARIA The ORIGINATION パーフェクトガイドブック付属ドラマCD（2008年、音響監督）
- ARIA The ANIMATION DVD-BOX付属ドラマCD（2009年、音響監督）
- ARIA The ANIMATION Drama CD BOX付属ドラマCD（2009年、音響監督）
- うみものがたり〜あなたがいてくれたコト〜 オリジナルドラマCD＆イメージソング集「みんな、あいしてる!」（2009年、監督・監修）
- ARIA The NATURAL DVD-BOX付属ドラマCD（2009年、音響監督）
- ARIA The NATURAL Drama CD BOX付属ドラマCD（2010年、音響監督）
- ARIA The ORIGINATION DVD-BOX付属ドラマCD（2010年、音響監督）
- ARIA The ORIGINATION Drama CD BOX（2010年、音響監督）
- たまゆらじおどらまぷらす（2011年、原案・監督・脚本）
- 異国迷路のクロワーゼドラマCD「音語り」（2011年、音響監督・シリーズ構成・脚本）
- たまドラ〜マタアエタネ、なので。〜（2011年、原案・監督・脚本）

### ラジオドラマ
- たまゆらじお（2010年、Webラジオ、脚本）
- 異国迷路のクロワーゼ・ロアの歩廊（ギャルリ・ド・ロア）を歩きながら（2011年、Webラジオ、音響監督・シリーズ構成・脚本）

### 漫画
- Mortal METAL 屍鋼（2011年）原案・脚本[注 35]・監修）

## 受賞歴
- 第50回毎日映画コンクールアニメーション映画賞（『ユンカース・カム・ヒア』）[43]
- 第75回毎日映画コンクールアニメーション映画賞（『魔女見習いをさがして』、鎌谷悠と連名）[44]
- 第24回文化庁メディア芸術祭アニメーション部門優秀作品賞（『泣きたい私は猫をかぶる』、柴山智隆と連名）

## 出演
- 大地ラヂオ （2002年9月、ラジオ大阪・ラジオ日本）
- 「佐藤順一アワー」（2007年、アニメシアターX）
- X年後の関係者たち (2022年、BS-TBS)

## 作詞提供
- 小西寛子・飯塚雅弓・岩男潤子・小野坂昌也・子安武人『魔法使いTai!音頭』（作曲 - 奥井雅美 / 編曲 - 牧野信博）
  - OVA『魔法使いTai!』キャラクターソング
- 小野坂昌也『妄想なボク▼』（作曲 - 大島ミチル / 編曲 - 天野正道）
  - OVA『魔法使いTai!』キャラクターソング（1997年8月27日発売 / ポリグラム）
  - ※『魔法使いTai!恋と、魔法と、あたらしい歌』収録
- 松澤由美『明日の笑顔のために』（作曲 - 田中公平 / 編曲 - 岩崎文紀）
  - TVアニメ『ゲートキーパーズ』オープニング主題歌（2000年4月28日発売 / ポニーキャニオン）
- 白鳥由里『あなたはたこご』（作曲・編曲 - 今泉洋）
  - 劇場版アニメ『スレイヤーズぷれみあむ』挿入歌（2001年12月5日発売 / キングレコード）
- 汐音&湯音（能登麻美子&東山奈央）『たからもの』（作曲 - フランス民謡 / 編曲 - 笹子重治
  - TVアニメ『 異国迷路のクロワーゼ The Animation』挿入歌（2011年8月24日発売 / フライングドッグ）